# Tour de Lille
Pour les articles homonymes, voir Tour du Crédit lyonnais.
La tour de Lille (anciennement appelée jusqu'en 2006 tour du Crédit-Lyonnais) est une tour de bureaux située dans le quartier d'affaires Euralille, à Lille, France, œuvre de Christian de Portzamparc. Cette tour emblématique de la ville de Lille est également appelée « La chaussure de ski », « la botte de ski », « le flipper » ou encore « le L ».

## Historique
La construction de la tour a été réalisée dans le cadre du chantier du quartier Euralille, pour accueillir les infrastructures de la LGV Nord que Pierre Mauroy, alors Maire de Lille, souhaite voir s'arrêter à proximité du centre ville.
L'architecte de la tour est Christian de Portzamparc. La construction débute en 1991 et s'achève en 1995.

## Architecture
Avec ses 20 étages et du haut de 116 m, la tour est la cinquième plus haute tour de province derrière la tour Incity à Lyon, la tour Part-Dieu de Lyon, la tour CMA-CGM à Marseille et de la tour Bretagne à Nantes. La surface disponible est de  18 135 m2.
La forme de la tour de Lille répond à différentes contraintes. La structure est un bâtiment-pont de 70 mètres de long, et 116 mètres de hauteur en un point. Le bâtiment se pose sur des fondations étroites entre le métro, la gare et les stationnements souterrains.
Pour répondre aux autres contraintes, l'essentiel des bureaux est orienté vers le centre de Lille, et non vers les voies ferrées. La structure ne comporte aucune arête parallèle ou perpendiculaire.

## Localisation
La tour de Lille surplombe la gare de Lille-Europe.
Ce site est desservi par la station de métro Gare Lille-Europe.